# Nóra-lyuk
A Nóra-lyuk az Aggteleki Nemzeti Park területén található egyik barlang. A barlang az Aggteleki-karszt és a Szlovák-karszt többi barlangjával együtt a világörökség része. Az Alsó-hegy zsombolyai közül ez a zsomboly helyezkedik el legnyugatabbra.

## Leírás
Az Alsó-hegy fennsíkjának nyugati részén, fokozottan védett területen, erdőben, a XII.40-es határkőtől 169°-ra, körülbelül 60 méterre, töbör északnyugati peremén, a Favágó-zsomboly közelében nyílik. Az Országos Kéktúra kék sáv jelzéssel jelzett turistaútjától, amely ezen a részen egy dózerút, északra, nem messze van bejárata. A messziről észrevehető belőle kitermelt depó miatt könnyen megtalálható a ritkás erdőben, egyébként nehezen lehetne rábukkanni. A nem lezárt barlang bejárata bontott, kör alakú, lejtős és 1,5×1,5 méteres.
Középső triász és felső triász wettersteini mészkőben jött létre. Vízszintes kiterjedése 6 méter. Térformája egyszerű. Jellemző szelvénytípusa a kör szelvény. Tulajdonképpen teljes hosszában ásott, bontott, gyakorlatilag csak a főte szálban álló mészkő. A lejtős járat a 45°-ban lejtő főtét követi. Alja tömör agyagból áll. A főte alól van a kitöltés eltávolítva. Oldott felületek dominálnak formakincsében, amik leginkább a végpont közeli részeken fejlődtek ki. Visszaoldott cseppkőkérgek alakultak ki benne kis felülettel. Denevérek is szívesen használják. Barlangjáró alapfelszereléssel, nehéz mászással és engedéllyel látogatható. Bejárásához ajánlott kapaszkodókötél használata, mert a zsomboly csúszik és meredek.
Előfordul a barlang az irodalmában Nora-lyuk (Ctirad Piskač et al 2017) és Nora lyuk (Luděk and col. 2011) neveken is.

## Kutatástörténet
Az Aggteleki-karszt és a Szlovák-karszt barlangjait 1995-ben nyilvánították világörökségi helyszínné és ezért ez a barlang is a világörökség része, bár később lett felfedezve. Jelentéktelennek látszó kőzetkibukkanás kibontásával lett feltárva a barlang. 2006. július 18-án a Nóra-lyukat Miroslav Hynšt mérte fel, majd a felmérés alapján megszerkesztette a barlang alaprajz térképét és hosszmetszet térképét. 2010-ben a Speleological Club ZO 1-11 Barrandien, azaz a ZO 1-11 Barrandien Barlangkutató Csoport ellenőrizte a barlang állapotát és megállapította, hogy az a korábbi évekhez képest nem változott.
2011-ben a csoport tagjai bontással megpróbálták növelni a barlang hosszát, de ez nem sikerült. Ekkor a barlangot kb. 8 m mélynek mérték. A 2011-es csoportjelentésükben közzétették a barlang 2006-ban készült térképeit. A barlang 2016-ban kitöltött barlang nyilvántartólapja szerint a részletesen felmért zsomboly 12 m hosszú, 8 m függőleges kiterjedésű, 8 m mély, nulla m magas és vízszintes kiterjedése 6 m. Tektonikus törésvonal mentén jött létre leszivárgó víz hatására a barlang. A Nóra-lyukat 2010-ben fedezte fel a ZO 1-11 Barrandien Barlangkutató Csoport.
2017-ben Ctirad Piskač és Robert Kosáček rajzolták meg a barlang hosszmetszet térképét, alaprajz térképét és 3 keresztmetszet térképét. A hosszmetszet térképen látható a 3 keresztmetszet elhelyezkedése a barlangban. A térképek elkészítéséhez a barlangot Ctirad Piskač, Robert Kosáček, Mojmír Záviška és A. Záviška mérték fel 2013-ban, 2016-ban és 2017-ben.
Az Alsó-hegy karsztjelenségeiről szóló, 2019-ben kiadott könyvben az olvasható, hogy a Nóra-lyuk ismeretlen hosszú és 27 m mély. A barlang azonosító számai: Szlovákiában 232, Magyarországon 5452/96. A könyvben publikálva lettek a barlang 2017-ben készült térképei. A barlangot 2013-ban, 2016-ban és 2017-ben Ctirad Piskač, A. Záviška, Mojmír Záviška és Robert Kosáček mérték fel. 2017-ben Ctirad Piskač és Robert Kosáček a felmérés alapján megrajzolták a barlang térképeit. A térképeket 2017-ben Luděk Vlk digitalizálta. Publikálva lett a könyvben egy színes fénykép, amelyen a barlang kutatása figyelhető meg. A kiadványhoz mellékelve lett az Alsó-hegy részletes térképe. A térképet Luděk Vlk, Mojmír Záviška, Ctirad Piskač, Jiřina Novotná, Miloš Novotný és Martin Mandel készítették. A térképen, amelyen fekete ponttal vannak jelölve a barlangok és a zsombolyok, látható a Nóra-lyuk (5452/96, 232) földrajzi elhelyezkedése.